# 37. Szaturnusz-gála
A 37. Szaturnusz-gála a 2010-es év legjobb filmes és televíziós sci-fi, horror és fantasy alakításait értékelte. A díjátadót 2011. júniuus 23-án tartották a kaliforniai Burbankben.

## Győztesek és jelöltek
Forrás:

### Film
| Legjobb sci-fi-film | Legjobb fantasyfilm |
| --- | --- |
| Eredet - Azután - Vasember 2. - Ne engedj el - Hibrid - Tron: Örökség | Alice Csodaországban - Narnia Krónikái: A Hajnalvándor útja - A titánok harca - Harry Potter és a Halál ereklyéi 1. - Scott Pilgrim a világ ellen - Alkonyat – Napfogyatkozás |
| Legjobb horrorfilm vagy filmthriller | Legjobb akciófilm vagy kalandfilm |
| Engedj be! - Az amerikai - Fekete hattyú - HA/VER - Viharsziget - Farkasember | Salt ügynök - The Expendables – A feláldozhatók - Zöld darázs - RED - Robin Hood - A félszemű - Száguldó bomba |
| Legjobb férfi főszereplő | Legjobb női főszereplő |
| Jeff Bridges – Tron: Örökség (Kevin Flynn) - George Clooney – Az amerikai (Jack) - Leonardo DiCaprio – Eredet (Dom Cobb) - Leonardo DiCaprio – Viharsziget (Edward "Teddy" Daniels) - Robert Downey Jr. – Vasember 2. (Tony Stark / Vaseember) - Ryan Reynolds – Élve eltemetve (Paul Conroy) | Natalie Portman – Fekete hattyú (Nina Sayers) - Cecile De France – Azután (Marie Lelay) - Angelina Jolie – Salt ügynök (Evelyn Salt) - Carey Mulligan – Ne engedj el (Kathy) - Elliot Page – Eredet (Ariadne) - Noomi Rapace – A tetovált lány (Lisbeth Salander)                                                   |
| Legjobb férfi mellékszereplő | Legjobb női mellékszereplő |
| Andrew Garfield – Ne engedj el (Tommy) - Christian Bale – A harcos (Dicky Eklund) - Tom Hardy – Eredet (Eames) - Garrett Hedlund – Tron: Örökség (Samuel "Sam" Flynn) - John Malkovich – RED (Marvin Boggs) - Mark Ruffalo – Viharsziget (Chuck Aule) | Mila Kunis – Fekete hattyú (Lily) - Scarlett Johansson – Vasember 2. (Natasha Romanoff / Fekete Özvegy) - Keira Knightley – Ne engedj el (Ruth) - Helen Mirren – RED (Victoria Winslow) - Vanessa Redgrave – Levelek Júliának (Claire) - Jacki Weaver – Animal Kingdom – A rettegés birodalma (Janine "Smurf" Cody) |
| Legjobb fiatal színész | Legjobb rendező |
| Chloë Grace Moretz – Engedj be! (Abby) - Logan Lerman – Villámtolvaj – Percy Jackson és az olimposziak (Percy Jackson) - Frankie és George McLaren – Azután (Jason és Marcus) - Kodi Smit-McPhee – Engedj be! (Owen) - Will Poulter – Narnia Krónikái: A Hajnalvándor útja (Eustace Scrubb) - Hailee Steinfeld – A félszemű (Mattie Ross) - Charlie Tahan – Charlie St. Cloud halála és élete (Sam St. Cloud) | Christopher Nolan – Eredet - Darren Aronofsky – Fekete hattyú - Clint Eastwood – Azután - Matt Reeves – Engedj be! - Martin Scorsese – Viharsziget - David Yates – Harry Potter és a Halál ereklyéi 1. |
| Legjobb forgatókönyv | Legjobb filmzene |
| Christopher Nolan – Eredet - Michael Arndt – Toy Story 3. - Alex Garland – Ne engedj el - Mark Heyman, Andres Heinz, John McLaughlin – Fekete hattyú - Peter Morgan – Azután - Matt Reeves – Engedj be! | Hans Zimmer – Eredet - Daft Punk – Tron: Örökség - Clint Eastwood – Azután - Michael Giacchino – Engedj be! - Gottfried Huppertz – The Complete Metropolis - John Powell – Így neveld a sárkányodat |
| Legjobb jelmez | Legjobb smink |
| Alice Csodaországban - Farkasember - Narnia Krónikái: A Hajnalvándor útja - Harry Potter és a Halál ereklyéi 1. - Tron: Örökség - Robin Hood | Farkasember - Hibrid - Végrehajtók - Engedj be! - Harry Potter és a Halál ereklyéi 1. - Alice Csodaországban |
| Legjobb látványtervezés | Legjobb különleges effektek |
| Tron: Örökség - Így neveld a sárkányodat - Viharsziget - Farkasember - Eredet - Alice Csodaországban | Eredet - Tron: Örökség - Narnia Krónikái: A Hajnalvándor útja - Harry Potter és a Halál ereklyéi 1. - Alice Csodaországban - Vasember 2. |
| Legjobb nemzetközi film | Legjobb animációs film |
| Szörnyek - The Complete Metropolis - A kilencedik légió - A tetovált lány - Mother - Különleges szállítmány: Lappföldről, az igazi Télapó hazájából | Toy Story 3. - Gru - Így neveld a sárkányodat - Az Őrzők legendája - Shrek a vége, fuss el véle - Aranyhaj és a nagy gubanc |

### Televízió

#### Műsorok
| Legjobb televíziós sorozat | Legjobb kábeltelevíziós sorozat |
| --- | --- |

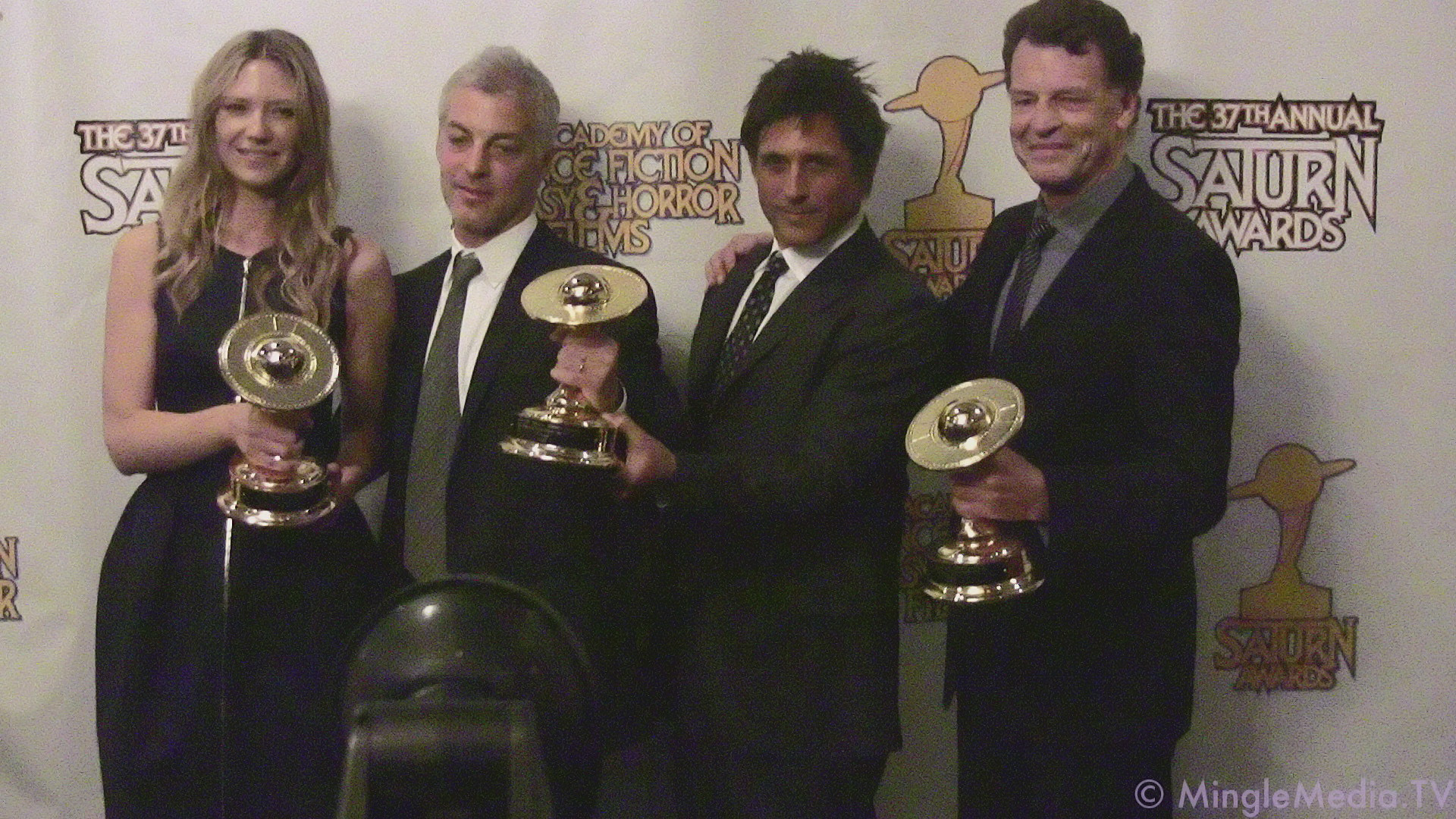
A rejtély stábja, kezükben az elnyert Szaturnusz-díjaikkal.

| - A rejtély (Fox) - Lost – Eltűntek (ABC) - Smallville (The CW) - Odaát (The CW) - V, mint veszélyes (ABC) - Vámpírnaplók (The CW)                                                  | - Breaking Bad – Totál szívás (AMC) - A főnök (TNT) - Dexter (Showtime) - Eureka (SyFy) - Lépéselőnyben (TNT) - Spartacus: Vér és homok (Starz) - True Blood – Inni és élni hagyni (HBO) |
| Legjobb televíziós műsor | |
| - The Walking Dead (AMC) - Ki vagy, doki?: Karácsonyi ének (BBC America) - Kung Fu Panda ünnepe (NBC) - A katedrális (Starz) - Sherlock (PBS) - Spartacus: Az aréna istenei (Starz) | |

#### Színészek
| Legjobb televíziós színész | Legjobb televíziós színésznő |
| --- | --- |
| - Stephen Moyer – True Blood – Inni és élni hagyni (HBO) (Bill Compton - Bryan Cranston – Breaking Bad – Totál szívás (AMC) (Walter White) - Matthew Fox – Lost – Eltűntek (ABC) (Jack Shephard) - Michael C. Hall – Dexter (Showtime) (Dexter Morgan) - Timothy Hutton – Lépéselőnyben (TNT) (Nathan Ford) - Andrew Lincoln – The Walking Dead (AMC) (Rick Grimes)                                       | - Anna Torv – A rejtély (Fox) (Olivia Dunham) - Sarah Wayne Callies – The Walking Dead (AMC) (Lori Grimes) - Erica Durance – Smallville (The CW) (Lois Lane) - Elizabeth Mitchell – V, mint veszélyes (ABC) (Erica Evans) - Anna Paquin – True Blood – Inni és élni hagyni (HBO) (Sookie Stackhouse) - Kyra Sedgwick – A főnök (TNT) (Brenda Leigh Johnson) |
| Legjobb televíziós férfi mellékszereplő | Legjobb televíziós női mellékszereplő |
| - John Noble – A rejtély (Fox) (Walter Bishop) - Michael Emerson – Lost – Eltűntek (ABC) (Benjamin Linus) - Dean Norris – Breaking Bad – Totál szívás (AMC) (Hank Schrader) - Terry O’Quinn – Lost – Eltűntek (ABC) (John Locke) - Aaron Paul – Breaking Bad – Totál szívás (AMC) (Jesse Pinkman) - Lance Reddick – A rejtély (Fox) (Phillip Broyles) - Steven Yeun – The Walking Dead (AMC) (Glenn Rhee) | - Lucy Lawless – Spartacus: Vér és homok (Starz) (Lucretia) - Morena Baccarin – V, mint veszélyes (ABC) (Anna) - Gina Bellman – Lépéselőnyben (TNT) (Sophie Devereaux) - Jennifer Carpenter – Dexter (Showtime) (Debra Morgan) - Laurie Holden – The Walking Dead (AMC) (Andrea) - Beth Riesgraf – Lépéselőnyben (TNT) (Parker)                             |
| Legjobb televíziós vendégszereplő | |
| - Richard Dreyfuss – Nancy ül a fűben (Showtime) (Warren Schiff) (döntetlen) - Joe Manganiello – True Blood – Inni és élni hagyni (HBO) (Alcide Herveaux) (döntetlen) - Noah Emmerich – The Walking Dead (AMC) (Edwin Jenner) - Giancarlo Esposito – Breaking Bad – Totál szívás (AMC) (Gus Fring) - Seth Gabel – A rejtély (Fox) (Lincoln Lee) - John Terry – Lost – Eltűntek (ABC) (Christian Shephard) | |

### DVD
| Legjobb DVD | Legjobb speciális kiadású DVD |
| --- | --- |
| Never Sleep Again: The Elm Street Legacy - Alice Creed eltűnése - B13 – Az Ultimátum - A vajszívű - A másik lány - The Square | Avatar (Extended Collector’s Edition) - Szörnyek (Special Edition) - Vörös szikla (International Version) - Robin Hood (Unrated Director’s Cut) - Salt ügynök (Deluxe Unrated Edition) - Farkasember (Unrated Director’s Cut) |
| Legjobb klasszikus film DVD | Legjobb DVD gyűjtemény |
| The Complete Metropolis - Cronos - Az ördögűző (Extended Director’s Cut) - King Kong - Pandora and the Flying Dutchman (Deluxe Edition) - Psycho (50th Anniversary Edition)                                                                                   | Alien-antológia - Vissza a jövőbe-trilógia 25. évfordulós kiadás - Clint Eastwood 35 Warner Bros.-filmje - Fantomas: Öt filmes gyűjtemény - Film noir klasszikusok gyűjteménye, Volume 5 - The Vengeance Trilogy              |
| Legjobb televíziós műsor DVD | |
| Alkonyzóna (1-2. évad) (Blu-ray) - Lost: A teljes hatodik és utolsó évad - The Six Million Dollar Man (A teljes gyűjtemény) - Alfa holdbázis: A teljes első évad (Blu-ray) - Thriller: A teljes sorozat - Voyage to the Bottom of the Sea (4. évad, Volume 2) | |

## Fordítás
- Ez a szócikk részben vagy egészben  a(z)   37th Saturn Awards című angol Wikipédia-szócikk fordításán alapul.  Az eredeti cikk szerkesztőit annak laptörténete sorolja fel. Ez a jelzés csupán a megfogalmazás eredetét és a szerzői jogokat jelzi, nem szolgál a cikkben szereplő információk forrásmegjelöléseként.